# 先輩が僕を殺りにきてる
『先輩が僕を殺りにきてる』（せんぱいがぼくをトりにきてる）は、助野嘉昭&らふすけっちによる日本の漫画。『マガジンポケット』（講談社）にて、2019年12月5日から2021年1月14日まで隔週で連載された。なお「らふすけっち」とは、助野がコミックマーケット出展時に参加している同人サークルの名称である。
高校の先輩後輩によるスクールラブコメディ作品。作中に登場するフィクション作品には助野が本作と並行して執筆している『双星の陰陽師』の影響が見られる。また、過去に執筆していた『貧乏神が!』と同一の世界観であることが示唆されている。

## あらすじ
私立自由ヶ浜学園高等学校生徒会庶務の山田律は、完璧超人の生徒会長神宮寺澪と2人きりでいる時に限り、彼女との性的接触事故に何度も見舞われていた。澪の機嫌を損ね、いつか命まで殺（）られるのではないかと震える律だったが、実は一連の事故は彼に好意を寄せる澪からのアプローチだった。お互いに勘違いを続けたまま、時には周囲を巻き込みつつも、律と澪の学生生活は続いていく。

## 登場人物
山田律（やまだ りつ）
本作の主人公。私立自由ヶ浜学園高校の1年生で生徒会庶務を務める。低身長で眼鏡をかけており、性格は臆病で小心。生徒会長の澪に憧れているが、彼女のアプローチに端を発する性的接触事故の被害を何度も受けるたびに心拍が乱れ、身の危険を感じて「命を殺られる」と日々怯えている。ゲームとアニメなどのサブカルチャーが好きで、中でもヒーローものの『五行連隊オンミョウファイブ』がお気に入り。
神宮寺澪（じんぐうじ みお）
声 - 熊谷海麗（2020年PV）
本作のヒロイン。私立自由ヶ浜学園高校の3年生で生徒会長を務める。高身長でスタイルもよく巨乳。美人で頭脳明晰、家柄も性格も良いと非の打ちどころのない才女で、校内で知らない者はいない学園のアイドル。律に好意を抱いており、それを伝えようとしているが、ラブコメ漫画内のイベント（ラッキースケベなど）を参考にした遠回しかつ無茶苦茶な手段ばかりであるため、まったく伝わらない。
田中ちひろ（たなか ちひろ）
私立自由ヶ浜学園高校の3年生で生徒会書記を務める女生徒。背が低く胸が小さいことを気にしており、そのことを指摘されるとキレる。
山口小桃（やまぐち こもも）
私立自由ヶ浜学園高校の1年生で律のクラスメイト。小柄だが胸は大きい。ドジっ娘に加えて周囲に男性がいると毎回転倒などに巻き込みラッキースケベを引き起こしてしまう体質で、それにより恥ずかしい思いをしてきたことから重度の男嫌いになっている。
大門ヒカリ（だいもん ヒカリ）
神宮寺家に仕えるメイド。澪の律に対するアプローチ作戦に黒服一同共々巻き込まれては、大変な目に遭っている。『貧乏神が!』に登場する大門忍は親戚である。

## 書誌情報
単行本第2巻・第3巻は電子版のみ限定特装版が同日に発売された。
- 助野嘉昭&らふすけっち『先輩が僕を殺りにきてる』講談社〈講談社コミックス〉、全3巻
  1. 2020年7月3日発売[4]、ISBN 978-4-06-519741-7
  2. 2020年11月4日発売[5]、ISBN 978-4-06-521278-3
  3. 2021年3月4日発売[6]、ISBN 978-4-06-522649-0